# Primarette
Primarette – miejscowość i gmina we Francji, w regionie Owernia-Rodan-Alpy, w departamencie Isère.
Według danych na rok 1990 gminę zamieszkiwało 595 osób, a gęstość zaludnienia wynosiła 27 osób/km² (wśród 2880 gmin regionu Rodan-Alpy Primarette plasuje się na 1066. miejscu pod względem liczby ludności, natomiast pod względem powierzchni na miejscu 423.).